# Anput
Anput, còn được gọi là Input, Anupet hay Inpew, là một nữ thần trong văn hóa Ai Cập cổ đại. Bà là hiện thân của thần tang lễ Anubis, và đồng thời cũng là vợ của Anubis. Theo thần thoại, nữ thần Kebechet, người đảm nhiệm vai trò thanh tẩy thi hài người chết, là con gái của hai vị thần này.
Anput được mô tả là một người phụ nữ, trên đầu đội biểu tượng của một con chó rừng giữ lấy một con dao. Ít khi Anput xuất hiện dưới hình dạng người phụ nữ với đầu của chó rừng. Cũng như Anubis, Anput có vai trò bảo vệ những linh hồn của người đã chết. Bà hiếm khi được nhắc đến ngoại trừ tại nome thứ 17 của Thượng Ai Cập, là nơi được nữ thần bảo hộ.
Anput xuất hiện trên bức tượng của pharaon Menkaure cùng với nữ thần Hathor, và đây có lẽ là ví dụ đáng để ý nhất của Anput.